# Ithomeis satellites
Ithomeis satellites är en fjärilsart som beskrevs av Bates 1862. Ithomeis satellites ingår i släktet Ithomeis och familjen Riodinidae. Inga underarter finns listade i Catalogue of Life.